# Morten Hjulmand
Morten Blom Due Hjulmand (Kastrup, 25 giugno 1999) è un calciatore danese, centrocampista dello Sporting Lisbona, di cui è capitano, e della nazionale danese.

## Caratteristiche tecniche
È un centrocampista centrale di buona tecnica individuale, che predilige il ruolo di vertice basso del reparto, nel ruolo più difensivo, ma può anche ricoprire la posizione di mezzala. Dotato di notevole resistenza fisica, che gli consente di essere impiegato con grande costanza e percorrere molti chilometri per partita, dispone di buona visione di gioco e doti di leadership.

## Carriera

### Club

#### Gli inizi
Cresciuto nel settore giovanile del Copenaghen, il 13 maggio 2018 viene acquistato dall'Admira Wacker M., compagine austriaca con cui firma un contratto quadriennale.
Esordisce in prima squadra il 20 luglio 2018, disputando l'incontro di Coppa d'Austria perso per 1-0 contro il Neusiedl. Sei giorni più tardi, schierato come titolare, esordisce anche in Europa League, nella sfida persa per 3-0 contro il CSKA Sofia. Il 29 luglio 2018 debutta nella Bundesliga austriaca, subentrando nella partita persa contro il Rapid Vienna per 3-0. Nella sua prima annata con il club austriaco si impone come titolare, giocando in tutto 32 partite.
Nel corso dell'annata seguente, il 19 ottobre 2019, segna il suo primo gol da professionista, nella vittoria per 4-1 in campionato sul campo dell'Altach.

#### Lecce

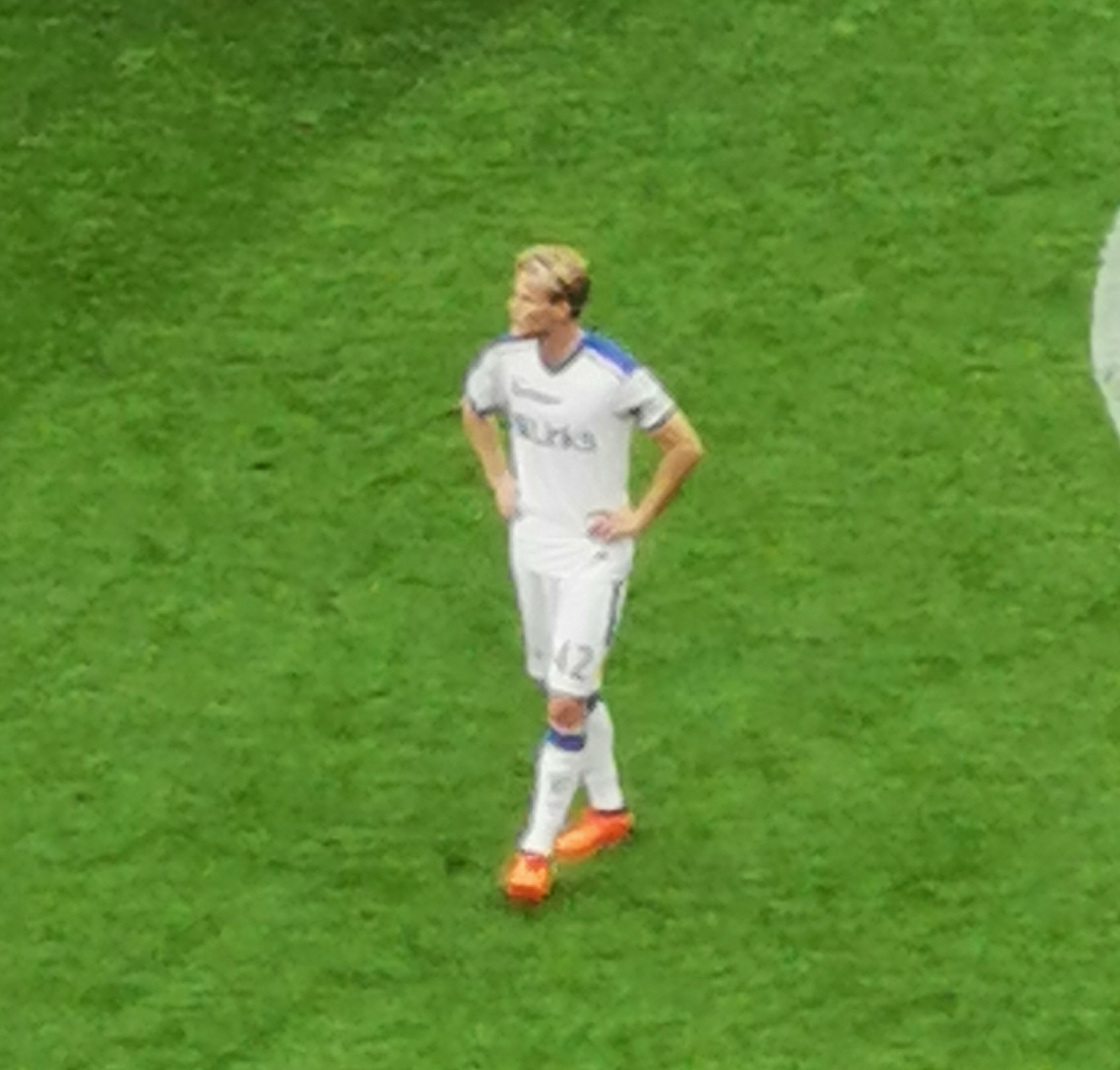
Hjulmand in -Lecce dell'aprile 2023.

Iniziata la stagione 2020-2021 con l'Admira, il 16 gennaio 2021 viene acquistato dal Lecce, club italiano di Serie B, per circa 170.000 euro. Esordisce con i giallorossi otto giorni dopo, subentrando nel secondo tempo della partita di campionato pareggiata in casa (2-2) contro l'Empoli.
Affermatosi in breve come una delle colonne della squadra, che giunge alle semifinali dei play-off, nell'annata seguente è uno dei giocatori più impiegati nel campionato di Serie B 2021-2022, vinto proprio dai salentini, che ottengono così la promozione in Serie A. Per la stagione 2022-2023 viene nominato capitano della squadra e il 13 agosto 2022 debutta in massima serie, nella partita persa in casa contro l'Inter (1-2). Disputa un'altra stagione da titolare, ottenendo la salvezza con la squadra.

#### Sporting Lisbona
Il 13 agosto 2023 si trasferisce allo Sporting Lisbona per 18 milioni di euro più 3 di bonus in caso di vittoria del campionato. Esordisce il 18 agosto, subentrando nel secondo tempo della partita di campionato vinta per 1-2 sul campo del Casa Pia. Segna il primo gol con i biancoverdi il 17 settembre seguente, nel successo casalingo per 3-0 contro il Moreirense; la stagione si chiude con la vittoria del campionato portoghese cui Hjulmand ha contribuito con 3 gol. Dalla stagione successiva viene nominato capitano in seguito all’addio di Sebastian Coates.

### Nazionale
Ha militato in varie nazionali giovanili danesi (Under-18, Under-19 e Under-20), il 6 settembre 2019 ha esordito nella nazionale Under-21 danese, nell'amichevole pareggiata per 0-0 in casa contro l'Ungheria. Ha partecipato alle qualificazioni al campionato europeo Under-21 del 2021 e alla fase finale del torneo, in cui ha segnato uno dei tiri di rigore dei danesi nel quarto di finale perso ai tiri dal dischetto contro la Germania.
Il 9 giugno 2022 viene convocato per la prima volta in nazionale maggiore, in occasione delle partite contro Croazia e Austria valevoli per la UEFA Nations League 2022-2023.
Il 7 settembre 2023 esordisce con la nazionale maggiore danese nella sfida delle qualificazioni al campionato d'Europa 2024 vinta per 4-0 in casa contro San Marino. Convocato per il campionato d'Europa 2024, il 20 giugno segna il suo primo gol in nazionale nella partita pareggiata per 1-1 contro l'Inghilterra.

## Statistiche

### Presenze e reti nei club
Statistiche aggiornate al 10 maggio 2025.
| Stagione                | Squadra                 | Campionato              | Campionato | Campionato | Coppe nazionali | Coppe nazionali | Coppe nazionali | Coppe continentali | Coppe continentali | Coppe continentali | Altre coppe | Altre coppe | Altre coppe | Totale | Totale | Totale |
| Stagione                | Squadra                 | Comp                    | Pres       | Reti       | Comp            | Pres            | Reti            | Comp               | Pres               | Reti               | Comp        | Pres        | Reti        | Pres   | Reti   |        |
| ----------------------- | ----------------------- | ----------------------- | ---------- | ---------- | --------------- | --------------- | --------------- | ------------------ | ------------------ | ------------------ | ----------- | ----------- | ----------- | ------ | ------ | ------ |
| 2018-2019               | Admira Wacker M.        | BL                      | 29         | 0          | CA              | 1               | 0               | UEL                | 2                  | 0                  | -           | -           | -           | 32     | 0      |        |
| 2019-2020               | Admira Wacker M.        | BL                      | 30         | 1          | CA              | 1               | 0               | -                  | -                  | -                  | -           | -           | -           | 31     | 1      |        |
| 2020-gen. 2021          | Admira Wacker M.        | BL                      | 9          | 0          | CA              | 2               | 0               | -                  | -                  | -                  | -           | -           | -           | 11     | 0      |        |
| Totale Admira Wacker M. | Totale Admira Wacker M. | Totale Admira Wacker M. | 68         | 1          |                 | 4               | 0               |                    | 2                  | 0                  |             | -           | -           | 74     | 1      |        |
| gen.-giu. 2021          | Lecce                   | B                       | 19+2       | 0          | CI              | -               | -               | -                  | -                  | -                  | -           | -           | -           | 21     | 0      |        |
| 2021-2022               | Lecce                   | B                       | 37         | 0          | CI              | 1               | 0               | -                  | -                  | -                  | -           | -           | -           | 38     | 0      |        |
| 2022-2023               | Lecce                   | A                       | 35         | 0          | CI              | 1               | 0               | -                  | -                  | -                  | -           | -           | -           | 36     | 0      |        |
| Totale Lecce            | Totale Lecce            | Totale Lecce            | 91+2       | 0          |                 | 2               | 0               |                    | -                  | -                  |             | -           | -           | 95     | 0      |        |
| 2023-2024               | Sporting Lisbona        | PL                      | 30         | 3          | CP+CdL          | 7+2             | 1+0             | UEL                | 10                 | 0                  | -           | -           | -           | 49     | 4      |        |
| 2024-2025               | Sporting Lisbona        | PL                      | 28         | 2          | CP+CdL          | 5+3             | 0+1             | UCL                | 8                  | 0                  | SP          | 1           | 0           | 45     | 3      |        |
| Totale Sporting Lisbona | Totale Sporting Lisbona | Totale Sporting Lisbona | 58         | 5          |                 | 17              | 2               |                    | 18                 | 0                  |             | 1           | 0           | 94     | 7      |        |
| Totale carriera         | Totale carriera         | Totale carriera         | 216        | 6          |                 | 23              | 2               |                    | 19                 | 0                  |             | 1           | 0           | 258    | 8      |        |

### Cronologia presenze e reti in nazionale
| Cronologia completa delle presenze e delle reti in nazionale ― Danimarca | Cronologia completa delle presenze e delle reti in nazionale ― Danimarca | Cronologia completa delle presenze e delle reti in nazionale ― Danimarca | Cronologia completa delle presenze e delle reti in nazionale ― Danimarca | Cronologia completa delle presenze e delle reti in nazionale ― Danimarca | Cronologia completa delle presenze e delle reti in nazionale ― Danimarca | Cronologia completa delle presenze e delle reti in nazionale ― Danimarca | Cronologia completa delle presenze e delle reti in nazionale ― Danimarca |
| Data                                                                     | Città                                                                    | In casa                                                                  | Risultato                                                                | Ospiti                                                                   | Competizione                                                             | Reti                                                                     | Note                                                                     |
| ------------------------------------------------------------------------ | ------------------------------------------------------------------------ | ------------------------------------------------------------------------ | ------------------------------------------------------------------------ | ------------------------------------------------------------------------ | ------------------------------------------------------------------------ | ------------------------------------------------------------------------ | ------------------------------------------------------------------------ |
| 7-9-2023                                                                 | Copenaghen                                                               | Danimarca                                                                | 4 – 0                                                                    | San Marino                                                               | Qual. Euro 2024                                                          | -                                                                        | 58’                                                                      |
| 17-11-2023                                                               | Copenaghen                                                               | Danimarca                                                                | 2 – 1                                                                    | Slovenia                                                                 | Qual. Euro 2024                                                          | -                                                                        | 75’                                                                      |
| 20-11-2023                                                               | Belfast                                                                  | Irlanda del Nord                                                         | 2 – 0                                                                    | Danimarca                                                                | Qual. Euro 2024                                                          | -                                                                        | 73’                                                                      |
| 23-3-2024                                                                | Copenaghen                                                               | Danimarca                                                                | 0 – 0                                                                    | Svizzera                                                                 | Amichevole                                                               | -                                                                        | 59’ 68’                                                                  |
| 26-3-2024                                                                | Brøndbyvester                                                            | Danimarca                                                                | 2 – 0                                                                    | Fær Øer                                                                  | Amichevole                                                               | -                                                                        | 46’                                                                      |
| 5-6-2024                                                                 | Copenaghen                                                               | Danimarca                                                                | 2 – 1                                                                    | Svezia                                                                   | Amichevole                                                               | -                                                                        | 61’                                                                      |
| 8-6-2024                                                                 | Brøndbyvester                                                            | Danimarca                                                                | 3 – 1                                                                    | Norvegia                                                                 | Amichevole                                                               | -                                                                        | 46’                                                                      |
| 16-6-2024                                                                | Stoccarda                                                                | Slovenia                                                                 | 1 – 1                                                                    | Danimarca                                                                | Euro 2024 - 1º turno                                                     | -                                                                        | 49’ 89’                                                                  |
| 20-6-2024                                                                | Francoforte sul Meno                                                     | Danimarca                                                                | 1 – 1                                                                    | Inghilterra                                                              | Euro 2024 - 1º turno                                                     | 1                                                                        | 82’                                                                      |
| 25-6-2024                                                                | Monaco di Baviera                                                        | Danimarca                                                                | 0 – 0                                                                    | Serbia                                                                   | Euro 2024 - 1º turno                                                     | -                                                                        | 30’ 77’                                                                  |
| 5-9-2024                                                                 | Copenaghen                                                               | Danimarca                                                                | 2 – 0                                                                    | Svizzera                                                                 | UEFA Nations League 2024-2025 - 1º turno                                 | -                                                                        | 83’ 90+1’                                                                |
| 8-9-2024                                                                 | Copenaghen                                                               | Danimarca                                                                | 2 – 0                                                                    | Serbia                                                                   | UEFA Nations League 2024-2025 - 1º turno                                 | -                                                                        | 60’                                                                      |
| 12-10-2024                                                               | Murcia                                                                   | Spagna                                                                   | 1 – 0                                                                    | Danimarca                                                                | UEFA Nations League 2024-2025 - 1º turno                                 | -                                                                        | 23’                                                                      |
| 15-11-2024                                                               | Copenaghen                                                               | Danimarca                                                                | 1 – 2                                                                    | Spagna                                                                   | UEFA Nations League 2024-2025 - 1º turno                                 | -                                                                        |                                                                          |
| 18-11-2024                                                               | Leskovac                                                                 | Serbia                                                                   | 0 – 0                                                                    | Danimarca                                                                | UEFA Nations League 2024-2025 - 1º turno                                 | -                                                                        |                                                                          |
| 20-3-2025                                                                | Copenaghen                                                               | Danimarca                                                                | 1 – 0                                                                    | Portogallo                                                               | UEFA Nations League 2024-2025 - Quarti di finale                         | -                                                                        |                                                                          |
| 23-3-2025                                                                | Lisbona                                                                  | Portogallo                                                               | 5 – 2 dts                                                                | Danimarca                                                                | UEFA Nations League 2024-2025 - Quarti di finale                         | -                                                                        | 66’                                                                      |
| 7-6-2025                                                                 | Copenaghen                                                               | Danimarca                                                                | 2 – 1                                                                    | Irlanda del Nord                                                         | Amichevole                                                               | -                                                                        | 80’                                                                      |
| 10-6-2025                                                                | Odense                                                                   | Danimarca                                                                | 5 – 0                                                                    | Lituania                                                                 | Amichevole                                                               | -                                                                        | 72’                                                                      |
| Totale                                                                   |                                                                          | Presenze                                                                 | 19                                                                       |                                                                          | Reti                                                                     | 1                                                                        |                                                                          |

## Palmarès

### Club

#### Competizioni nazionali
- Campionato italiano di Serie B: 1

Lecce : 2021-2022
- Campionato portoghese: 2

Sporting Lisbona: 2023-2024, 2024-2025
- Coppa del Portogallo: 1

Sporting Lisbona: 2024-2025